# Євшан Микола Йосипович
Мико́ла Йо́сипович Євша́н (справжнє прізвище — Федюшка; 19 травня 1889, смт Войнилів, Калуський район, Івано-Франківська область — 23 листопада 1919, Вінниця) — український літературний критик, літературознавець і перекладач; започаткував власний напрямок у критиці, заснований на філософії Фрідріха Ніцше та Йоганна Ґотліба Фіхте; дослідник творчості Лесі Українки, Ольги Кобилянської, Михайла Коцюбинського тощо.

## Загальні відомості
За короткий період діяльності (10 років) написав і опублікував понад 170 літературно-критичних та публіцистичних творів, переклав українською мовою цілий ряд філософських та літературознавчих праць німецьких, польських, чеських, італійських авторів.
Найплідніший період у творчій біографії критика від 1909 року до початку Першої світової війни. Він видав у Києві книжку «Під прапором мистецтва», у якій сформулював основні естетичні засади та здійснив аналіз творчості молодомузівців Петра Карманського, Василя Пачовського, Богдана Лепкого, а також Ольги Кобилянської, Василя Стефаника. 
Можна стверджувати, що жодне більш-менш помітне явище тогочасного літературного процесу не пройшло повз його увагу. В багатьох статтях, зокрема «Листах з Галичини», відбита атмосфера літературного життя краю, дано своє прочитання — переважно нетрадиційне — багатьох сторінок української класики. 

## Біографія
Народився 1889 року в містечку Войнилові Калуського повіту (Галичина). Батько його Осип, малоземельний рільник, мав ще двох дітей. Миколу, який змалку був слабкого здоров'я і виявляв нахил лише до книжки, батько, за порадою вчителів і священника, вислав до Станиславівської гімназії.
Закінчивши гімназію, студіював германістику й україністику у Львівському університеті, де професор Михайло Грушевський звернув увагу на талановитого студента й подбав про його працевлаштування. Так Микола Федюшка став працівником бібліотеки Наукового Товариства імені Шевченка, потім адміністратором Академічного Дому (українського студентського гуртожитку), урядником «Видавничої Спілки», секретарем НТШ та на деякий час особистим секретарем Михайла Грушевського.
Завершувати вищу освіту довелося у Віденському університеті, бо 1910 року він взяв участь у боротьбі студентської молоді за український університет, через що був позбавлений можливості продовжувати освіту. Саме тоді розгорнулася активна літературно-критична діяльність Євшана, він публікувався в журналах «Бджола», «Будучність», «Літературно-науковий вістник», став одним із провідних авторів журналу «Українська хата».
1910 року також відвідав Київ, познайомився з Лесею Українкою, Михайлом Коцюбинським, Ганною Барвінок, Миколою Сріблянським.
Під час Першої світової війни працював деякий час в українських виданнях Відня, а потім добровільно подався до австрійського війська. Воював на російському, потім румунському та італійському фронтах. У бою над річкою Ізонцо був тяжко поранений. Тоді ж почалася його діяльність як публіциста і громадського діяча.
У перші дні виникнення Західноукраїнської Народної Республіки поручик Федюшка-Євшан одразу ж став її оборонцем. Став за покликом серця, оскільки залишатись осторонь тих бурхливих подій, що стрімко відбувалися навколо, не міг.
Занепад Австро-Угорщини застав Федюшку в кадрі 9-го полку в Журавиці. Він нав'язав контакт з українськими військовими частинами в Ряшеві, Ярославі та Перемишлі, таємно змовився вночі зі старшинами-українцями свого полку, і весь склад того полку став під наказ поручника Федюшки. Вояки-українці склали присягу на вірність ЗУНР, роззброїли поляків 9-го полку, заарештували польських офіцерів. Полк передислокувався у Перемишль і став на західних кордонах України, готовий обороняти їх збройною силою.
Але Українська Національна Рада в Перемишлі почала переговори з поляками й на їх вимогу дала Федюшці наказ розпустити українських військовиків і звільнити заарештованих польських офіцерів. Цей наказ здеморалізував 9-й полк. Микола Федюшка мусив пішки вночі тікати, щоби не потрапити полякам у руки.
У своєму рідному Войнилові він був призначений комендантом військової міліції округи. Незабаром президія Державного Секретаріату ЗУНР покликала Євшана до участі в урядовому часописі «Республіка». Але згодом Євшан пристав до опозиційного табору — «Селянсько-робітничого союзу», сформованого після соціалістичного конгресу в Станіславові взимку 1919 року. В опозиційних часописах «Нове Життя» й «Народ» він різко критикував уряд ЗУНР, а коли з'явилися чутки, що «Селянсько-робітничий союз» організує державний переворот, комендант міста Станіслава заарештував Євшана разом з Микитою Шаповалом та Василем Пачовським (хоча сам Євшан згодом згадував, що заарештували його більше через непорозуміння).
Далі Федюшка служив в УГА, працюючи головою архіву Начальної Команди, перейшов з нею за Збруч. У цей час як критик і публіцист Євшан замовк зовсім. Лише у роковини проголошення ЗУНР (31 жовтня 1919) він виголосив на святі Галицької Армії у Вінниці свою відому промову «Великі роковини України». Це була вершина його творчості, популярності й останнє слово.
23 листопада 1919 року Микола Євшан помер від епідемічного висипного тифу у Вінниці (у цей час тут померли від цієї хвороби майже 10 тисяч вояків УГА). Був похований на горі за казармами у Вінниці.

## Творчість
Микола Євшан не належить до академічних типів учених і фахових професорів від літератури: він не методичний, часто хаотичний імпресіоніст, він менше аналізує, секціонує твори, а більше синтезує, відчуває і передає враження, а часто стає на межі публіцистики.
Євшан прожив лише 30 років, але й те, що залишив у своїй спадщині, дає нам право бачити в його особі першого (українського) літературного критика, який вважав критику своїм покликанням, своїм одиноким літературним і життєвим шляхом, на якому він кинув весь свій талант, труд і любов. В останні десятиліття перед війною Микола Євшан — це, безперечно, центральна постать серед наших критиків.
«Вибити вікно в Европу для української літератури» — це був головний клич Євшана як критика. Зв'язати нашу літературу з європейськими напрямками, влити в душі наших поетів ширший і глибший світогляд, філософічну думку, дати їм вищу естетичну освіту і вивести понад примітивну побутовщину на верхи справжньої творчості, «придбати Україні справжні культурні цінності» — ось провідна думка всіх його праць…
Ідеал Євшана це: «Ідеал великої та гармонійної індивідуальності, прекрасної в своїх бажаннях, творчої і прагнучої нового життя».
Микола Євшан за світоглядом ідеаліст, натура пристрасна, войовнича, приклонник і оборонець творчої свободи одиниці, апологет індивідуалізму і речник гарячого патріотизму. I не даром переклав він «Die Reden an die deutsche Nation» Фіхте.

Євшан був людиною наскрізь бойового, полемічного характеру, і тому його естетика ніколи не мала в собі нічого апатичного, мертвого, догматичного ані абстрактного: 
«Всякий ідеал, щоби він був корисний, щоби був дійсною силою, мусить виходити тільки з життя, мусить звертатись до життя, кінцеву ціль покласти в житті»
 («Під прапором мистецтва»).
Серед українських літераторів мало є типів таких строгих супроти себе й других, як Євшан. Серед знайомих він залишав враження людини твердої, різкої, безкомпромісної, замкнутої, хоч тонкої, ніжної на дні душі. Він свідомо вбивав у своїй душі українське безсилля, слабість, кволість та душевну сентиментальність.
М.Федюшка політично як громадянин у молодості стоїть безперечно під впливом свого професора й мецената М. Грушевського, що зближувало його в дечому до радикальної партії в Галичині. Проте він дуже критично дивився на батька радикалізму М.Драгоманова та був індивідуальністю, яку як громадянина важко втягнути в які-небудь вузькопартійні рамки, а як критика — теж не вдасться схарактеризувати одним шаблоном «естецизму» чи «модернізму», як це стало у нас звичаєм. Вважали Євшана борцем «за вищу індивідуалістичну культуру», за «мистецтво для мистецтва», що нібито довело його до певної відірваности від життя.
Усією своєю творчістю, життям і смертю доказав Євшан, що він ніколи не був відірваний від суспільного життя, але, очевидно, хто уявляє собі суспільне життя лише в формах примітивного комуністичного колективізму, для того оборонець одиниці, нації та вищої естетичної культури Євшан — відірваний від життя.
Євшан до смерті любив селян і в політичному світогляді був усе демократом, але крайній демократизм об'єднував із тугою за аристократизмом. І тому так любив Кобилянську, бо вона одна з тих творців, що з любові до народу хочуть, аби він переміг у собі зло, некультурність, «хамство», а не ідеалізували його, не виносили на п'єдестал «національних святощів», як це чинили наші народники.

## Твори
- Вибрані праці М. Євшана в е-бібліотеці ЧТИВО [Архівовано 8 лютого 2017 у Wayback Machine.]
- М. Євшан. Під прапором Мистецтва. Літературно-критичні статті. — Київ, 1910